# Saint-Thual
Saint-Thual is een gemeente in het Franse departement Ille-et-Vilaine (regio Bretagne). De plaats maakt deel uit van het arrondissement Saint-Malo. Saint-Thual telde op 1 januari 2022 999 inwoners.

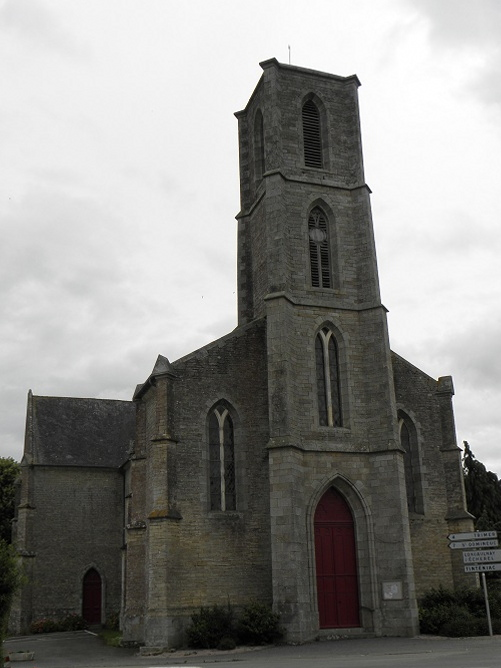
Kerk van Saint-Thual
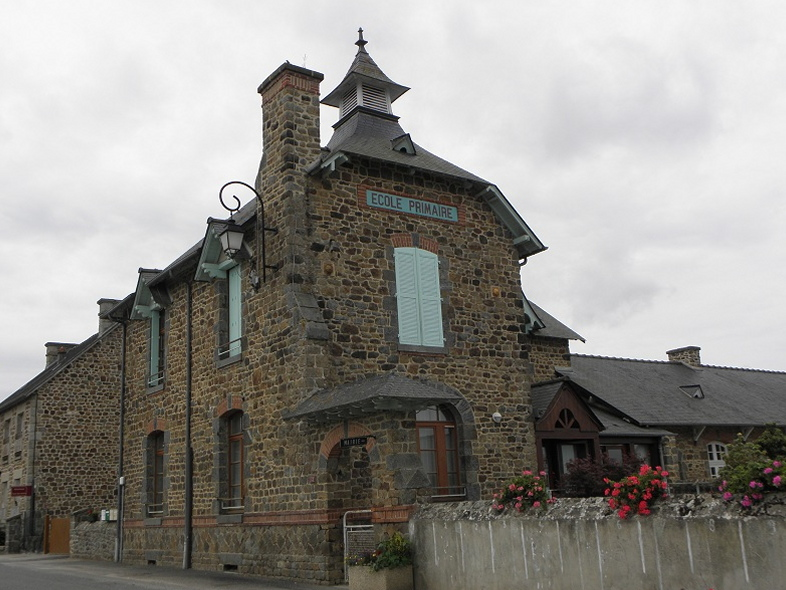
Gemeentehuis

## Geografie
De oppervlakte van Saint-Thual bedroeg op 1 januari 2022 11,4 vierkante kilometer; de bevolkingsdichtheid was toen 87,6 inwoners per km².

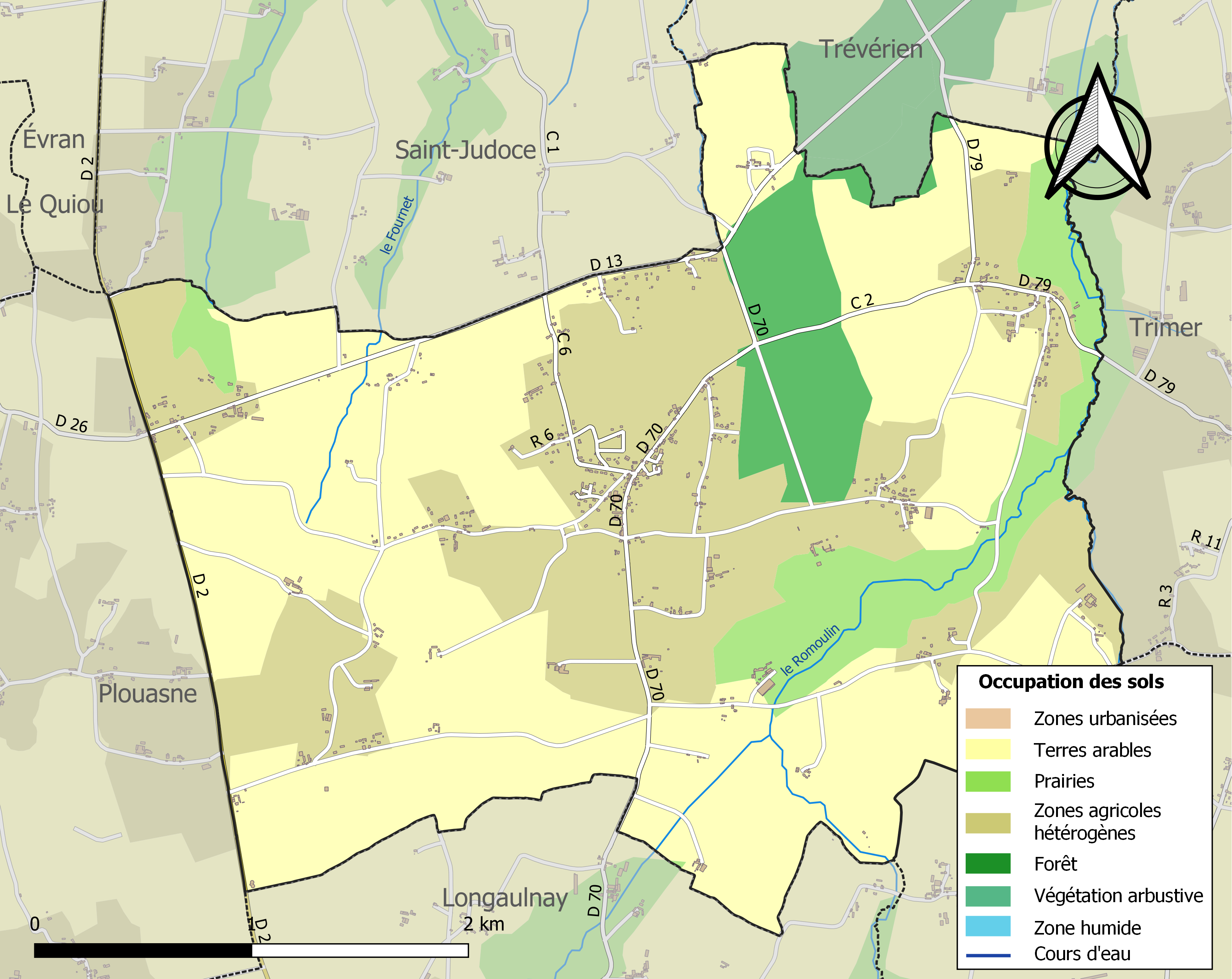
Kaart van de gemeente met belangrijkste infrastructuur, bodemgebruik en omliggende gemeenten

## Demografie
Onderstaande figuur toont het verloop van het inwonertal (bron: INSEE-tellingen).